# ريتشارد لوس
ريتشارد لوس (بالإنجليزية: Richard Luce)‏ هو جراح وسياسي بريطاني (وحمل سابقاً جنسية المملكة المتحدة لبريطانيا العظمى وأيرلندا)، ولد في 1867، وتوفي في 21 فبراير 1952. حزبياً، نشط في حزب المحافظين. في الانتخابات العامة في المملكة المتحدة 1924 ‏، انتخب عضو برلمان المملكة المتحدة الـ34 عن دائرة Derby (UK Parliament constituency) ‏ (29 أكتوبر 1924 – 10 مايو 1929).